# Daugmale (przystanek kolejowy)
Daugmale (ros. Даугмале) – przystanek kolejowy w miejscowości Ryga, na Łotwie. Położony jest na linii Ryga - Dyneburg.
Przystanek istniał w 1930 i powstał dla pracowników pobliskiej ryskiej lokomotywowni. Do lat 50. XX w. nosił nazwę Depo, następnie C parks. Obecną nazwę otrzymał w 1974.